# Phil Feldman
Phil Feldman (* 22. Januar 1922, Boston, Massachusetts; † 11. Oktober 1991, Los Angeles, Kalifornien) war ein US-amerikanischer Filmproduzent. Zu den von ihm produzierten Filmen gehört unter anderem der oscarnominierte Filmklassiker The Wild Bunch – Sie kannten kein Gesetz.
In die Filmindustrie kam er nach seinem Studium an der Harvard University und der Georgetown University als Anwalt für Famous Artists Corp. Während des Zweiten Weltkriegs diente er als Lieutenant.
Feldman war Ausführender Vizepräsident CBS, 20th Century Fox und Seven Arts. In den Jahren 1975 bis 1980 stand er an der Spitze von First Artists.
Mit seiner Frau Ruthe hat er vier Kinder, unter anderem den Drehbuchautor Dennis Feldman. Feldman starb an den Folgen einer Krebserkrankung.

## Filmografie (Produzent, Auswahl)
- 1969: The Wild Bunch – Sie kannten kein Gesetz (The Wild Bunch)
- 1969: Abgerechnet wird zum Schluß (The Ballad of Cable Hogue)
- 1970: Ohne Furcht und Sattel (TV-Serie)
- 1971: Sommerwünsche – Winterträume
- 1973: Bei mir liegst du richtig
- 1974: Männer des Gesetzes
- 1975: Die verrückteste Rallye der Welt
- 1976: Der Spielgefährte
- 1982: Das fliegende Auge
- 1983: Die Stewardessen Academy